# Hearts and Bones
Az 1983-as Hearts and Bones Paul Simon hatodik nagylemeze. Eredetileg Think Too Much néven egy új Simon & Garfunkel album lett volna. A munkálatok alatt feszültség támadt a duó közt főként azért mert Simon túl személyesnek, saját szólóalbumra alkalmasabbnak tartotta a dalokat. Így feladták a közös lemez ötletét. Simon körülbelül egy hónap alatt eltávolította Garfunkel énekét a felvételekről, illetve kissé átírta a dalokat.
1983-ban a lemez bukásnak számított, Simon karrierje ekkor mélypontján volt. Az idő múlása azonban jót tett az album megítélésének, és mára Simon egyik legfontosabb lemezeként emlegetik, különösen a dalszövegek miatt. Szerepel az 1001 lemez, amit hallanod kell, mielőtt meghalsz című könyvben.

## Az album dalai
|     | Cím                                                      | Szerző(k)           | Hossz |
| --- | -------------------------------------------------------- | ------------------- | ----- |
| 1.  | Allergies                                                | Paul Simon          | 4:37  |
| 2.  | Hearts and Bones                                         | Simon               | 5:37  |
| 3.  | When Numbers Get Serious                                 | Simon               | 3:25  |
| 4.  | Think Too Much (b)                                       | Simon               | 2:44  |
| 5.  | Song About the Moon                                      | Simon               | 4:07  |
| 6.  | Think Too Much (a)                                       | Simon               | 3:05  |
| 7.  | Train in the Distance                                    | Simon               | 5:11  |
| 8.  | Rene and Georgette Magritte with Their Dog after the War | Simon               | 3:44  |
| 9.  | Cars Are Cars                                            | Simon               | 3:15  |
| 10. | The Late Great Johnny Ace                                | Simon, Philip Glass | 4:45  |

## Közreműködők
- Paul Simon – gitár, programozás, ének
- Rob Mounsey – szintetizátor, vocoder
- The Harptones – háttérvokál
- Bernard Edwards – basszusgitár
- Nile Rodgers – gitár, programozás
- Airto Moreira – ütőhangszerek
- Marin Alsop – hegedű
- Michael Boddicker – szintetizátor
- Wells Christy – szintetizátor, synclavier
- Tom Coppola – szintetizátor, synclavier
- Al Di Meola – gitár
- Gordon Edwards – basszusgitár
- Steve Ferrone – dob
- Steve Gadd – dob
- Eric Gale – gitár
- Anthony Jackson – kontrabasszusgitár
- Jill Jaffe – brácsa
- Jesse Levy – cselló
- Michael Mainieri, Jr. – marimba, vibrafon, háttérvokál
- George Marge – basszusklatinér
- Sid McGinnis – gitár
- Marcus Miller – basszusgitár
- David Nichtern – synclavier
- Jeff Porcaro – dob
- Dean Parks – gitár
- Greg Phillinganes – zongora, Fender Rhodes
- Michael Riesman – szintetizátor, karmester
- Mark Rivera – altszaxofon
- Robert Sabino – szintetizátor, zongora
- Richard Tee – szintetizátor, zongora, Fender Rhodes, vokál
- Carol Wincenc – fuvola
- Frederick Zlotkin – cselló
- Peter Gordon – kürt
- Dave Matthews – fúvósok hangszerelése

## Fordítás
Ez a szócikk részben vagy egészben a Hearts and Bones című angol Wikipédia-szócikk ezen változatának fordításán alapul.  Az eredeti cikk szerkesztőit annak laptörténete sorolja fel. Ez a jelzés csupán a megfogalmazás eredetét és a szerzői jogokat jelzi, nem szolgál a cikkben szereplő információk forrásmegjelöléseként.